# José Gavino Leal
José Gavino Leal, de nombre completo Joseph Gabriel Gavino Díaz y Leal (Sevilla, c. 1700-Morelia, c. 28 de enero de 1750) fue un compositor y maestro de capilla novohispano.

## Vida
Lo que se conoce de su infancia y primeros años procede de una relación de méritos que envió el mismo Leal al cabildo de la Catedral de Valladolid-Morelia, descubierto por la musicóloga Violeta Paulina Carvajal:

Il[lustrisi]mo S[eño]r
D[o]n Joseph Gavino Leal, opositor al Magisterio de capilla deestha S[an]ta Iglesia que al pres[en]se se halla vac[o] expone a V[uestra] S[eñoria] I[lustrisima] los meritos siguientes:

Es originario de la Ciu[da]d de Sevilla en los Reynos de Castilla Hijo lexitimo de D[o]n Clemente Leal y de D[oñ]a Feliciana Zepeda españoles Christianos viejos como consta de la Fe de Bapt[is]mo presentada.

Fue seise en la S[an]ta Ig[lesi]a Patriarchal de d[ic]ha Ciu[da]d de Sevilla donde sirvió de edad de ocho años paso a Collegial Seminarista d[ic]ha S[an]ta Ig[lesi]a en que estubo como seis a[ños]. Estudió Gramática y Philosophia en la que se graduó de B[achille]r.

Le ordenó de menores el emm[inentísi]mo S[eñ]or Cardenal Arzobispo D[o]n Manuel Arias. Estubo en la S[an]ta Ig[lesi]a Cathedral de Mexico de músico cantor thenor como cuatro meses de donde:

Por oposición que hizo en concurso de cinco opositores en la Ciu[da]d de Antequera Valle de Oaxaca obtuvo el Magisterio que le dio su Il[ustrissi]mo S[eñ]or Obispo, y Venerable Cavildo.

Esta cursando la Cathedra de Theologia moral en el Collegio deel S[eñ]or S[a]n Nicolás Obispo deestha Ciu[da]d de Valladolid, explicada por el S[eñ]or Chantre Lic[encia]do D[o]n Luis Calbillosu Catedrático.

Es opositor al presente en esta S[an]ta Ig[lesi]a y ha cumplido con los actos de su oposición.

Compuso, copió, y entregó la letra del examen dentro de ocho horas, siendo su termino de veinte y cuatro.

Asimismo el Concierto de la Antiphona dentro de tres, siendo su asignación de cuarenta y ocho.

Estos son S[eñ]or Il[ustrisi]mo los cortos meritos q[ue] le asisten comprobados, unos con papeles que pasan en la Secretaría de Gov[ier]no de su Il[ustrisi]ma y otros de publico y notorio a que seaña de haver ocurrido por superior precepto de V[uestra] Il[ustrisi]ma a servirle en esta S[an]ta Ig[lesi]a y para su consecución espera en el obsequio de V[uestr]a S[eñoria] Il[ustrisi]ma que aceptando estas representaciones, consigan el éxito q[ue] pretenden.

Rúbrica: Joseph Gavino Leal
Actas capitulares de la Catedral de Valladolid-Morelia, 1731

Es decir, José Gavino Leal nació es Sevilla, sin que mencione la fecha, que se supone hacia 1700. Con ocho años ingresó como infante del coro de la capilla de música de la Catedral de Sevilla, conde debió estudiar con los maestros Diego José de Salazar o Gaspar de Úbeda. Permaneció hasta los 14 años, para pasar a estudiar su bachiller, de lo que se graduó. Fue ordenado de menores, todavía en Sevilla, por el arzobispo Manuel Arias y Porres, que fue arzobispo hispalense entre 1702 y 1717.
Se desconoce cuándo partió a la Nueva España o si pasó por Guatemala, como se ha mencionado en alguna ocasión, pero parece seguro estuvo como tenor durante cuatro meses en la Catedral de México, antes de partir a Oaxaca, donde fue nombrado maestro de capilla de la Catedral en 22 de marzo de 1719. Se desconoce si hubo oposiciones tras el fallecimiento de su predecesor en el cargo, Francisco de Herrera y Mota, pero se enfrentó otros cuatro contendientes, todos ellos educados en la misma catedral, de los que se conservan los nombres Luis Gutiérrez y Juan de Tobar Carrasco. Poco después de su llegada a Oaxaca, abandonó la Catedral en dirección a México para arreglar algunos negocios, pero nunca regresó, enviando su renuncia el 26 de enero de 1720.
Se desconoce dónde estuvo Leal los siguientes 10 años. Violeta Paulina Carvajal propone que estuvo un tiempo en Ciudad de México, quizás como capellán del coro, y más tarde partió hacia Valladolid (actual Morelia), quizás para estudiar en el Colegio de San Nicolás. El musicólogo Aurelio Tello propone que el maestro se dirigió directamente a Valladolid, donde habría ocupado diversos cargos en la Catedral. Parece que durante su estancia en Valladolid también enseñó música en el colegio de Santa Rosa, una escoleta para niñas huérfanas. El caso es que en algún momento fue nombrado maestro de capilla de la Catedral, sin que se sepa la fecha exacta, aunque es de suponer que fue hacia 1731, cuando escribió la relación de méritos mencionada más arriba.
A partir de 1740 las actas capitulares dan indicios de la enfermedad del maestro Leal:

Luego se vio escripto de el B[achille]r D[o]n Joseph Gavino Leal M[aes]tro de capilla y Capellánde Choro de esta S[an]ta Igl[esia] En que se expressa hallarse gravemente enfermo, y necesitarpara su restauración mudar de temperamento, como consta de la certificación que presenta; dadapor el médico D[on] Sebastián de la Carta, pidiendo licencia por dos meses para dicho efecto,gozando de patitur: fueron de acuerdo sus S[eño]rias Se le concede como lo pide, y mandaron sele avise al S[eño]r Apuntador, y al segundo M[aes]tro de capilla.
Actas capitulares de la Catedral de Valladolid-Morelia, 1740

En 1741 solicita de nuevo permiso por enfermedad, para ir a curarse en Ciudad de México y participar en las oposiciones para el magisterio de la catedral. La partida a Ciudad de México le costó su salud y mucho dinero, pero aun así realizó la oposición el 8 de abril de 1741. Fue el único candidato y aun así fue rechazado poco después, «después de haber sido examinado por el maestro Domingo Dutra y Andrade, por carecer de eficiencia para el puesto». El hecho parece no haber sido extraño, ya que varios maestros fueron rechazados posteriormente y solo se ocupó el cargo en 1751, cuando se le entregó el magisterio —a regañadientes— a Ignacio de Jerusalén.
En 1741, de regreso de en Valladolid y ya enfermo, tuvo que renunciar a su cargo en la escoleta de Santa Rosa. A partir de ese momento, Leal mantendría solo el magisterio de la capilla de música y el de capellán del coro. En 1743 solicitó permiso para ir a Durango, donde se conservan algunas composiciones suyas.
En 1747 le ocurrió un «insulto», algún accidente o enfermedad grave, que le obligó a pedir limosna al cabildo para curarse, lo que obtuvo una respuesta positiva.

El b[achill]er D[o]n Joseph Gavino Leal, presbítero, maestro de capilla, capellán de choro y criado de esta santa iglesia, puesto con la mayor rendición a los pies de su V[uestra] S[eñoria] dice: que ha como diez y siete años en que esta en esta santa iglesia empleado en el servicio de de ella y conv[uestra]s [mercede]s procurando con todo esmero no faltar al cumplimiento de su obligación trabajando muchas obras que se guardan y sirvan para el culto de divino, como es notorio a vuestras mercedes hasta que la mano divina ha sido su vida enviarle, sobre su vejez, una enfermedad, que casi le tiene impedido, bien, que por su alta providencia le ha dejado libres el cerebro y la mano derecha, con que puede aun con tan graves achaques, trabajar en servicio de la capilla, como lo está practicando, y hallándole sumamente pobre, pues cuanto tenía ha sar[...] en suprolija enfermedad y pues asegura a vuestras mercedes con toda verdad ha llegado a casi cuatrocientos pesos por no tener sufragio ninguno, suplica con el mayor [...] a la notaria y de vuestras mercedes tan expe[...] con sus pobres humildes criados, se digne de mandar dar alguna ayuda de costa por vía de limosna, lo que fuere del arbitrio de vuestras mercedes y de su caritativo corazón, para que en parte alivian mis necesidades, y que sea de menor mi quebranto, que asi lo espero de sus benignas entrañas de vss por lo qual.

A vuestras mercedes pido y suplico mande hazer como lo pedido, que recibiré merced conla piedad.

Br. Joseph Gavino Leal
Actas capitulares de la Catedral de Valladolid-Morelia, 1747

A pesar de la grave enfermedad que le dejó la mano izquierda inútil, el maestro continuó componiendo, aunque se le retiraron algunas de las responsabilidades de su cargo, como la responsabilidad sobre el Archivo de Música. José Gavino Leal debió fallecer a principios de 1750, ya que el 28 de enero de 1750 Francisco Xavier Ortiz de Alcalá solicitó al cabildo ayuda de costa para financiar el entierro del maestro.

## Obra
La obra de Leal no ha sido estudiada, y se puede decir poco de ella. En su mayoría se encuentra en el Colegio de Santa Rosa de Santa María de Valladolid, ya que la obra en la catedral no parece haberse conservado. Entre las obras conservadas se encuentra una Misa a 8 voces; varios villancicos a cuatro y dos voces: El zenit de oriente, Ay qué belleza, Mi dulce sueño. Al nacimiento de Ntro. redentor Jesu Christo, Zagales dichosos; además de otras obras, Paz jilguerillos paz, Silencio que duerme Joseph. Al Ssmo. Patriarcha Sr. S. Joseph.